# Morti il 24 dicembre
| Questa pagina contiene informazioni ricavate automaticamente dalle voci biografiche con l'ausilio del template Bio e di un bot. L'aggiornamento è periodico e automatico e ricostruisce completamente la pagina. Se manca una persona in questa lista, sei pregato di non aggiungerla, ma accertati piuttosto che la sua voce biografica contenga il template Bio e che i dati anagrafici siano correttamente compilati. Se il template Bio manca, inseriscilo tu stesso o, in alternativa, metti l'avviso {{tmp\|Bio}} che ne segnala la mancanza. Se i dati riportati sono sbagliati, correggi direttamente la voce biografica; le modifiche saranno visibili in questa lista entro pochi giorni. Per chiarimenti vedi il progetto biografie. La lista contiene solo le 568 persone che sono citate nell'enciclopedia e per le quali è stato implementato correttamente il template Bio. Pagina aggiornata al 17 ago 2025. |

## IV secolo(2)
- 304 - Gregorio di Spoleto, presbitero romano
- 361 - Giorgio di Alessandria, vescovo ariano greco antico

## V secolo(1)
- 427 - Sisinio I, arcivescovo bizantino

## VIII secolo(1)
- 735 - Adela di Pfalzel, badessa e santa franca

## X secolo(1)
- 903 - Edvige di Babenberg, nobile franca

## XI secolo(3)
- 1003 - Guglielmo II di Weimar, nobile tedesco
- 1015 - Megingaudo di Treviri, arcivescovo cattolico tedesco
- 1089 - Burcardo di Losanna, vescovo cattolico tedesco

## XII secolo(4)
- 1143 - Miles de Gloucester, I conte di Hereford, nobile inglese
- 1193 - William d'Aubigny, II conte di Arundel, conte
- 1193 - Ruggero III di Sicilia, nobile (n. 1175)
- 1199 - Speronella Dalesmanni, nobile italiana (n. 1149)

## XIII secolo(3)
- 1257 - Giovanni d'Avesnes, conte (n. 1218)
- 1263 - Hōjō Tokiyori, militare giapponese (n. 1227)
- 1281 - Enrico V di Lussemburgo, conte lussemburghese

## XIV secolo(5)
- 1312 - Rainerio del Porrina, vescovo cattolico italiano
- 1317 - Jean de Joinville, cavaliere medievale e biografo francese
- 1336 - Cino da Pistoia, poeta e giurista italiano
- 1342 - Violante Paleologa, contessa (n. 1318)
- 1380 - Giovanni di Neumarkt, vescovo cattolico, umanista e politico boemo

## XV secolo(6)
- 1447 - Margherita d'Asburgo, nobile (n. 1395)
- 1449 - Walter Bower, storico scozzese
- 1453 - John Dunstable, compositore inglese
- 1456 - Đurađ Branković, sovrano serbo (n. 1377)
- 1473 - Giovanni da Kęty, presbitero, fisico e teologo polacco (n. 1390)
- 1491 - Pirro del Balzo, nobile italiano

## XVI secolo(12)
- 1509 - Astorre IV Manfredi, condottiero italiano (n. 1470)
- 1524 - Vasco da Gama, esploratore portoghese
- 1531 - Malatesta IV Baglioni, generale, mercenario e nobile italiano (n. 1491)
- 1534 - Antoine Augereau, tipografo francese (n. 1485)
- 1541 - Andrea Carlostadio, teologo tedesco
- 1555 - Pietro Francesco Contarini, patriarca cattolico italiano (n. 1502)
- 1557 - Pătrașcu cel Bun, principe
- 1558 - Durante Duranti, cardinale e vescovo cattolico italiano (n. 1507)
- 1577 - Andrea Amati, liutaio italiano
- 1580 - Afonso Álvares, architetto portoghese (n. 1501)
- 1588 - Luigi di Guisa, cardinale e arcivescovo cattolico francese (n. 1555)
- 1598 - Martín García Óñez de Loyola, generale spagnolo

## XVII secolo(14)
- 1614 - Marina Mniszech, nobile polacca
- 1621 - Cosimo Gamberucci, pittore italiano (n. 1562)
- 1623 - Michel Coignet, ingegnere e matematico fiammingo (n. 1549)
- 1638 - Tayyar Mehmed Pascià, politico e militare ottomano
- 1640 - Giovanni Battista Trotti, nobile, politico e giurista italiano (n. 1569)
- 1645 - Durante Dorio, storico e notaio italiano
- 1646 - Nicolas Briot, medaglista e inventore francese (n. 1579)
- 1660 - Maria Enrichetta Stuart, principessa britannica (n. 1631)
- 1660 - Gillis van Scheyndel, incisore, disegnatore e pittore olandese (n. 1595)
- 1668 - Francisco de Orozco, generale e politico spagnolo (n. 1605)
- 1669 - Antonio Giorgetti, scultore italiano (n. 1635)
- 1670 - Jan Mijtens, pittore e disegnatore olandese (n. 1614)
- 1692 - Maria Antonia d'Austria (n. 1669)
- 1693 - Philipp Franz Eberhard von Dalberg, giudice e religioso tedesco (n. 1635)

## XVIII secolo(20)
- 1703 - Leone Strozzi, abate e arcivescovo cattolico italiano (n. 1637)
- 1707 - Noël Coypel, pittore francese (n. 1628)
- 1707 - Carolina di Legnica-Brieg, nobildonna tedesca (n. 1652)
- 1708 - Tomas Pereira, presbitero, missionario e musicista portoghese (n. 1645)
- 1715 - Serafino Pasolino, abate italiano (n. 1649)
- 1721 - Giovanni Battista Cattaneo Della Volta, doge (n. 1638)
- 1721 - John Cecil, VI conte di Exeter, nobile e politico inglese (n. 1674)
- 1729 - Marcantonio Franceschini, pittore italiano (n. 1648)
- 1736 - Francesco Maria Loyero, vescovo cattolico e letterato italiano (n. 1676)
- 1748 - Michelangelo Cerruti, pittore italiano (n. 1663)
- 1750 - Christian Döring, architetto tedesco (n. 1677)
- 1766 - Elisabetta Ernestina di Sassonia-Meiningen, principessa (n. 1681)
- 1773 - Ludwig van Beethoven, tenore tedesco (n. 1712)
- 1775 - Bernardino de Vecchi, cardinale italiano (n. 1699)
- 1777 - Bartolomeo Ferracina, orologiaio e ingegnere italiano (n. 1692)
- 1778 - Bartolomeo Maria Dal Monte, presbitero italiano (n. 1726)
- 1781 - Pietro Godenti, viaggiatore e insegnante italiano (n. 1700)
- 1789 - Gregorio Salvini, politico, presbitero e scrittore italiano (n. 1696)
- 1795 - François Pajot, militare francese (n. 1761)
- 1799 - Ludwig Cavriani, funzionario austriaco (n. 1739)

## XIX secolo(71)
- 1803 - Giorgio I di Sassonia-Meiningen, duca tedesco (n. 1761)
- 1804 - Francesco Collecini, architetto e urbanista italiano (n. 1723)
- 1804 - Martin Vahl, botanico e zoologo norvegese (n. 1749)
- 1804 - Francesco La Vega, archeologo, ingegnere militare e architetto italiano (n. 1737)
- 1806 - Ferdinando Carlo Antonio d'Asburgo-Lorena, duca (n. 1754)
- 1807 - Aleksej Grigor'evič Orlov-Česmenskij, militare e politico russo (n. 1737)
- 1807 - Adrienne de La Fayette, nobile francese (n. 1759)
- 1810 - Giuseppe Vigne di Saint-André, avvocato italiano
- 1811 - Gregorio García de la Cuesta, generale spagnolo (n. 1741)
- 1811 - Marco Lastri, presbitero, scrittore e critico letterario italiano (n. 1731)
- 1812 - Federico di Anhalt-Bernburg-Schaumburg-Hoym, principe tedesco (n. 1741)
- 1813 - Go-Sakuramachi, imperatrice giapponese (n. 1740)
- 1815 - Alvise Mocenigo, politico e imprenditore italiano (n. 1760)
- 1818 - Maria Elisabetta di Sassonia, principessa (n. 1736)
- 1823 - James Gandon, architetto irlandese (n. 1743)
- 1823 - Luigi Trezza, ingegnere e architetto italiano (n. 1752)
- 1824 - Antoine Vestier, pittore francese (n. 1740)
- 1827 - Giuseppe Calandrelli, astronomo e matematico italiano (n. 1749)
- 1829 - Carlo Cottone, principe di Castelnuovo, politico italiano (n. 1756)
- 1829 - George Montagu, ammiraglio britannico (n. 1750)
- 1831 - Mattia de Paoli, presbitero e scrittore italiano (n. 1770)
- 1836 - Francisco Espoz y Mina, generale spagnolo (n. 1781)
- 1840 - Friedrich Wilken, storico e bibliotecario tedesco (n. 1777)
- 1844 - Christian Joseph Berres, anatomista austriaco (n. 1796)
- 1849 - Gerolamo Montani, militare e politico italiano (n. 1774)
- 1850 - Frédéric Bastiat, economista, scrittore e politico francese (n. 1801)
- 1850 - Christian Friedrich Hornschuch, botanico tedesco (n. 1793)
- 1857 - Robert Carter Nicholas, politico statunitense (n. 1793)
- 1863 - Pietro Monaco, brigante italiano (n. 1836)
- 1863 - William Makepeace Thackeray, scrittore britannico (n. 1811)
- 1864 - Anna Zofia Sapieha, nobildonna polacca (n. 1799)
- 1864 - Heinrich Hössli, scrittore svizzero (n. 1784)
- 1865 - Paola Elisabetta Cerioli, religiosa italiana (n. 1816)
- 1865 - Charles Lock Eastlake, pittore e scrittore inglese (n. 1793)
- 1867 - José Mariano Salas, generale e politico messicano (n. 1797)
- 1868 - Felipe Pardo y Aliaga, diplomatico, avvocato e poeta peruviano (n. 1806)
- 1869 - Edwin McMasters Stanton, politico statunitense (n. 1814)
- 1872 - Pietro Celestino Giannone, poeta e patriota italiano (n. 1791)
- 1872 - William Rankine, ingegnere e fisico scozzese (n. 1820)
- 1873 - Johns Hopkins, imprenditore e filantropo statunitense (n. 1795)
- 1873 - Robert Van Arsdale, astronomo statunitense (n. 1807)
- 1875 - Philip Stanhope, V conte Stanhope, politico e storico inglese (n. 1805)
- 1876 - Narcyza Żmichowska, scrittrice e poetessa polacca (n. 1819)
- 1878 - Lucy Anderson, pianista inglese (n. 1797)
- 1879 - Louis-Charles Féron, vescovo cattolico francese (n. 1794)
- 1879 - Eduard Friedrich Leybold, pittore austriaco (n. 1798)
- 1880 - Mauro Macchi, giornalista, patriota e politico italiano (n. 1818)
- 1882 - Johann Benedict Listing, matematico e fisico tedesco (n. 1808)
- 1882 - Charles Vincent Walker, fisico inglese (n. 1812)
- 1883 - Clara Harris, statunitense (n. 1834)
- 1884 - Arthur Cursham, calciatore inglese (n. 1853)
- 1884 - Paolo Silvani, politico e avvocato italiano (n. 1810)
- 1886 - Antonio Barbieri, politico e imprenditore italiano (n. 1828)
- 1886 - Eudocia di Leušino, russa (n. 1803)
- 1886 - Antonio Michela Zucco, inventore italiano (n. 1815)
- 1889 - Sergej Petrovič Botkin, medico russo (n. 1832)
- 1889 - Charles Mackay, giornalista, poeta e paroliere scozzese (n. 1814)
- 1889 - Andrea Secco, politico italiano (n. 1835)
- 1890 - Emilio Cianchi, compositore italiano (n. 1833)
- 1891 - Lodovico Bellenghi, pittore, disegnatore e ceramista italiano (n. 1815)
- 1891 - Adeodato Malatesta, pittore e restauratore italiano (n. 1806)
- 1891 - Johannes Rietstap, araldista e genealogista olandese (n. 1828)
- 1892 - Michele Giacchi, avvocato, magistrato e politico italiano (n. 1805)
- 1894 - Frances Mary Buss, educatrice britannica (n. 1827)
- 1894 - Emanuele Alberto Guerrieri di Mirafiori, conte (n. 1851)
- 1895 - Robert Bentley, botanico inglese (n. 1821)
- 1895 - Giovanni Jatta, poeta, archeologo e patriota italiano (n. 1832)
- 1898 - Youhanna Boutros Al-Hajj, patriarca cattolico libanese (n. 1817)
- 1898 - Charbel Makhluf, monaco cristiano e presbitero libanese (n. 1828)
- 1900 - Luciano Cordeiro, geografo e letterato portoghese (n. 1844)
- 1900 - Maria Latini, modella italiana (n. 1853)

## XX secolo(288)
- 1901 - Clarence King, geologo e alpinista statunitense (n. 1842)
- 1901 - Carl von Liebermeister, patologo tedesco (n. 1833)
- 1902 - Alfonso Vastarini Cresi, politico italiano (n. 1839)
- 1904 - Raphael de Courten, militare svizzero (n. 1809)
- 1905 - Severino Ferrari, poeta e critico letterario italiano (n. 1856)
- 1908 - Evelyn Greenleaf Sutherland, commediografa statunitense (n. 1855)
- 1909 - François Bidel, circense francese (n. 1839)
- 1909 - Nicolaas Pierson, politico olandese (n. 1839)
- 1911 - Carlo Municchi, magistrato, prefetto e politico italiano (n. 1831)
- 1911 - Federico Tonetti, storico italiano (n. 1845)
- 1913 - Jacob Brønnum Scavenius Estrup, politico danese (n. 1825)
- 1914 - Julius Meinl, imprenditore austriaco (n. 1824)
- 1914 - John Muir, ingegnere, naturalista e scrittore scozzese (n. 1838)
- 1914 - Enrico Carlo Noë, insegnante italiano (n. 1835)
- 1915 - Will E. Sheerer, attore statunitense (n. 1871)
- 1917 - Wilhelm Alexander Freund, ginecologo tedesco (n. 1833)
- 1917 - Ivan Logginovič Goremykin, politico russo (n. 1839)
- 1917 - Stathi Melani, presbitero e patriota albanese (n. 1858)
- 1917 - Carl Rabl, anatomista austriaco (n. 1853)
- 1918 - Ernest Masters, aviatore inglese (n. 1899)
- 1919 - Francesco Serato, violoncellista italiano (n. 1843)
- 1920 - Karol Miller, pittore polacco (n. 1835)
- 1921 - Hayward Mack, attore statunitense (n. 1882)
- 1921 - Teresa Wilms Montt, scrittrice e poetessa cilena (n. 1893)
- 1922 - Emil Frey, militare, politico e ambasciatore svizzero (n. 1838)
- 1922 - Giovanni Martini, patriota e militare italiano (n. 1852)
- 1923 - Aleksandr Sergeevič Neverov, scrittore russo (n. 1886)
- 1923 - Gunnar Nordström, fisico finlandese (n. 1881)
- 1924 - Emilio Gallori, scultore italiano (n. 1846)
- 1924 - Sigismondo Nardi, pittore italiano (n. 1866)
- 1925 - Francesco Confalonieri, scultore italiano (n. 1850)
- 1925 - Luigi Torrigiani, avvocato, imprenditore e politico italiano (n. 1846)
- 1925 - Luigi Zuccari, generale e politico italiano (n. 1847)
- 1926 - Wesley Coe, pesista e tiratore di fune statunitense (n. 1879)
- 1926 - Alexandre Promio, regista e fotografo francese (n. 1868)
- 1927 - Vladimir Michajlovič Bechterev, neurologo e neurofisiologo russo (n. 1857)
- 1927 - Karl Oskar Medin, pediatra svedese (n. 1847)
- 1928 - Alberto della Valle, disegnatore, illustratore e fotografo italiano (n. 1851)
- 1929 - Étienne Dinet, pittore e incisore francese (n. 1861)
- 1929 - Nicolò Melodia, politico italiano (n. 1840)
- 1929 - Alice Pestana, scrittrice, giornalista e pedagogista portoghese (n. 1860)
- 1930 - Oskar Nedbal, violista, compositore e direttore d'orchestra ceco (n. 1874)
- 1930 - Bonaldo Stringher, politico e economista italiano (n. 1854)
- 1930 - Antonio d'Orléans, nobile spagnolo (n. 1866)
- 1931 - Carlo Fornasini, politico e scienziato italiano (n. 1854)
- 1931 - Marie Luise Gothein, storica dell'arte e traduttrice tedesca (n. 1863)
- 1931 - Domenico Guerello, pittore italiano (n. 1891)
- 1931 - Elias Boutros Hoayek, vescovo cattolico e patriarca cattolico libanese (n. 1843)
- 1931 - Enrichetta del Liechtenstein, principessa austriaca (n. 1843)
- 1932 - Eyvind Alnæs, musicista norvegese (n. 1872)
- 1932 - Nikolaj Andreevič Andreev, scultore e designer russo (n. 1873)
- 1932 - Jarl Waldemar Lindeberg, matematico e statistico finlandese (n. 1876)
- 1933 - Ariberto di Anhalt, principe tedesco (n. 1866)
- 1933 - Guy Le Strange, orientalista britannico (n. 1854)
- 1933 - Lorenzo Tio, clarinettista, oboista e sassofonista statunitense (n. 1893)
- 1934 - Gilbert Emery, attore australiano (n. 1882)
- 1934 - George W. P. Hunt, politico statunitense (n. 1859)
- 1934 - Kim Sowol, poeta coreano (n. 1902)
- 1934 - Gaston Mervale, regista e attore australiano (n. 1882)
- 1935 - Alban Berg, compositore austriaco (n. 1885)
- 1936 - Irene Fenwick, attrice statunitense (n. 1887)
- 1936 - Dragutin Gorjanović-Kramberger, archeologo, geologo e paleontologo croato (n. 1856)
- 1937 - Vivian Forbes, pittore inglese (n. 1891)
- 1937 - Attilio Vergerio, matematico italiano (n. 1877)
- 1938 - Philippe Féquant, generale francese (n. 1883)
- 1938 - Giuseppe Marini, militare e aviatore italiano (n. 1915)
- 1938 - Jack Pratt, attore, regista e sceneggiatore canadese (n. 1878)
- 1938 - Lev Skrbenský Hříště, cardinale e arcivescovo cattolico ceco (n. 1863)
- 1938 - Bruno Taut, architetto e urbanista tedesco (n. 1880)
- 1939 - Giulio Cederna, dirigente sportivo, dirigente d'azienda e calciatore italiano (n. 1876)
- 1940 - Corrado Benini, militare italiano (n. 1908)
- 1940 - Giorgio Emo di Capodilista, militare e politico italiano (n. 1864)
- 1940 - Harry McRae Webster, regista, sceneggiatore e produttore cinematografico statunitense (n. 1872)
- 1940 - Annibale Pagliarin, militare italiano (n. 1916)
- 1941 - Siegfried Alkan, compositore tedesco (n. 1858)
- 1941 - Frederick Moloney, ostacolista e velocista statunitense (n. 1882)
- 1941 - Sueo Ōe, astista giapponese (n. 1914)
- 1942 - Bruno Camandone, militare italiano (n. 1915)
- 1942 - François Darlan, ammiraglio e politico francese (n. 1881)
- 1942 - Corrado De Cenzo, attore italiano (n. 1897)
- 1942 - Fausto Gamba, militare italiano (n. 1917)
- 1942 - Ciro Menotti, militare italiano (n. 1919)
- 1942 - Plinio Trovatelli, politico italiano (n. 1886)
- 1943 - Bindo Chiurlo, critico letterario e poeta italiano (n. 1886)
- 1943 - Lin Sen, politico cinese (n. 1868)
- 1943 - Roberto Veratti, avvocato e partigiano italiano (n. 1902)
- 1945 - Max Amann, pallanuotista tedesco (n. 1905)
- 1945 - Giunio Fedreghini, schermidore italiano (n. 1861)
- 1945 - Mariano Holguín, arcivescovo cattolico, francescano e politico peruviano (n. 1860)
- 1945 - Enrico Mastracchi, giornalista, sindacalista e politico italiano (n. 1881)
- 1945 - Adelina Stehle, soprano austriaca (n. 1860)
- 1946 - Hervé Marc, calciatore francese (n. 1903)
- 1946 - Tullio Pitacco, cestista italiano (n. 1925)
- 1946 - George Schiller, velocista statunitense (n. 1900)
- 1947 - Bruno Bellini, calciatore, arbitro di calcio e dirigente sportivo italiano (n. 1893)
- 1947 - Elias Katz, mezzofondista e siepista finlandese (n. 1901)
- 1947 - Hans-Erdmann von Lindeiner-Wildau, politico tedesco (n. 1883)
- 1947 - Clement Calhoun Young, politico statunitense (n. 1869)
- 1948 - Alfredo Gabrielli, generale italiano (n. 1862)
- 1949 - John Lucas, generale statunitense (n. 1890)
- 1950 - Lev Semënovič Berg, biologo e geografo russo (n. 1876)
- 1950 - Gertrude Elliott, attrice statunitense (n. 1874)
- 1951 - Giuseppe Felice Checcacci, compositore, direttore d'orchestra e scrittore italiano (n. 1866)
- 1951 - Amilcare De Ambris, sindacalista e politico italiano (n. 1884)
- 1951 - Manlio Ginocchio, militare e aviatore italiano (n. 1876)
- 1951 - Raffaele Rossetti, ingegnere, ufficiale e politico italiano (n. 1881)
- 1952 - Gaetano Cosentino, magistrato e politico italiano (n. 1880)
- 1952 - Gino Gori, scrittore, poeta e filosofo italiano (n. 1876)
- 1952 - Moses Häusler, calciatore austriaco (n. 1901)
- 1952 - Anton Johanson, calciatore e allenatore di calcio svedese (n. 1877)
- 1952 - Eugenio Porrati, calciatore italiano (n. 1893)
- 1953 - Carlo Pio d'Asburgo-Lorena, nobile austriaco (n. 1909)
- 1953 - Giuseppe Rota, ingegnere e generale italiano (n. 1860)
- 1953 - Albina Scacchetti, sindacalista italiana (n. 1867)
- 1953 - George Henry Hamilton Tate, zoologo e botanico statunitense (n. 1894)
- 1954 - Rosario Scalero, violinista e compositore italiano (n. 1870)
- 1955 - Hugo Chaim Adler, direttore di coro, cantore e compositore belga (n. 1894)
- 1955 - Nana Bryant, attrice statunitense (n. 1888)
- 1957 - Arturo Barea, scrittore, saggista e giornalista spagnolo (n. 1897)
- 1957 - Domingos Oliveira, generale e politico portoghese (n. 1873)
- 1957 - Norma Talmadge, attrice e produttrice cinematografica statunitense (n. 1894)
- 1958 - Giulio Bonfiglio, politico e militare italiano (n. 1896)
- 1958 - Melanio Laugeri, arbitro di calcio e medico italiano (n. 1891)
- 1959 - William Cameron Forbes, banchiere e diplomatico statunitense (n. 1870)
- 1959 - Federico Frigerio, architetto italiano (n. 1873)
- 1959 - Edmund Goulding, regista e sceneggiatore britannico (n. 1891)
- 1960 - Robert Maysack, ginnasta e multiplista statunitense (n. 1872)
- 1960 - Guido Mazzali, politico, giornalista e pubblicitario italiano (n. 1895)
- 1960 - Maria Elena Tiepolo Oggioni, nobile italiana (n. 1879)
- 1960 - Gaston de Trannoy, cavaliere belga (n. 1880)
- 1961 - Robert Hillyer, poeta statunitense (n. 1895)
- 1961 - Jenő Rittich, ginnasta ungherese (n. 1889)
- 1962 - Wilhelm Ackermann, matematico tedesco (n. 1896)
- 1962 - Roberto Caselli, calciatore italiano (n. 1892)
- 1962 - Lajos Politzer, allenatore di calcio e calciatore ungherese (n. 1898)
- 1963 - Mariano Arrate, calciatore spagnolo (n. 1892)
- 1963 - Pietro Cappa, allenatore di calcio e calciatore italiano (n. 1903)
- 1964 - Claudia Jones, giornalista e attivista trinidadiana (n. 1915)
- 1965 - William M. Branham, predicatore statunitense (n. 1909)
- 1965 - Vittorio Emanuele Bravetta, poeta, scrittore e giornalista italiano (n. 1889)
- 1965 - Manuel Gallego, militare spagnolo (n. 1894)
- 1965 - Silvio Laurenti Rosa, regista e attore italiano (n. 1892)
- 1966 - Napoleone Aprilis, politico e ingegnere italiano (n. 1887)
- 1966 - Gaspar Cassadó, violoncellista e compositore spagnolo (n. 1897)
- 1966 - Alcide Malagugini, partigiano e politico italiano (n. 1887)
- 1966 - Knut Torell, ginnasta svedese (n. 1885)
- 1967 - Louis Rathke, ginnasta e multiplista statunitense (n. 1883)
- 1968 - Gualtiero Laeng, alpinista, chimico e geografo italiano (n. 1888)
- 1969 - Édouard Gardère, schermidore francese (n. 1909)
- 1969 - Seabury Quinn, avvocato, giornalista e romanziere statunitense (n. 1889)
- 1970 - Mario Andreini, cantastorie italiano (n. 1901)
- 1970 - Carina Ari, ballerina e coreografa svedese (n. 1897)
- 1970 - Otto Cordes, pallanuotista tedesco (n. 1905)
- 1970 - Tom Farquharson, calciatore irlandese (n. 1899)
- 1970 - Gustaf Malmström, lottatore svedese (n. 1884)
- 1970 - Nikolaj Michajlovič Švernik, politico sovietico (n. 1888)
- 1971 - Arturo Checchi, pittore italiano (n. 1886)
- 1972 - Charles Atlas, culturista italiano (n. 1892)
- 1972 - Henriette Charasson, scrittrice, poetessa e drammaturga francese (n. 1884)
- 1972 - Bill Lloyd, cestista statunitense (n. 1915)
- 1972 - Gisela M. A. Richter, archeologa e storica dell'arte britannica (n. 1882)
- 1973 - Sergei Chakhotin, biologo, sociologo e attivista tedesco (n. 1883)
- 1973 - Vittoria Crispo, attrice italiana (n. 1900)
- 1973 - Fritz Gause, storico e archivista tedesco (n. 1893)
- 1973 - Utahna La Reno, attrice statunitense (n. 1904)
- 1973 - Pietro Romani, politico italiano (n. 1885)
- 1973 - Bruno Wolke, ciclista su strada tedesco (n. 1904)
- 1974 - Thérèse Debains, pittrice francese (n. 1897)
- 1974 - Albert Defant, meteorologo e oceanografo austriaco (n. 1884)
- 1974 - Ida Kar, fotografa russa (n. 1908)
- 1974 - Theophil Spoerri, filologo svizzero (n. 1890)
- 1974 - Sentarō Ōmori, ammiraglio giapponese (n. 1892)
- 1975 - Otto Christian Archibald von Bismarck, nobile, diplomatico e politico tedesco (n. 1897)
- 1975 - Bernard Herrmann, compositore e direttore d'orchestra statunitense (n. 1911)
- 1975 - Tilly Losch, ballerina, coreografa e attrice austriaca (n. 1903)
- 1975 - Rosita Pisano, attrice italiana (n. 1919)
- 1975 - Erich Schröder, calciatore tedesco (n. 1898)
- 1976 - Duarte Nuno di Braganza, portoghese (n. 1907)
- 1977 - Nalini Bala Devi, scrittrice e poetessa indiana (n. 1898)
- 1977 - Samael Aun Weor, esoterista colombiano (n. 1917)
- 1977 - Mario Imperoli, regista cinematografico, giornalista e sceneggiatore italiano (n. 1931)
- 1977 - Ugo Napoli, politico italiano (n. 1922)
- 1977 - Edmund Veesenmayer, generale tedesco (n. 1904)
- 1977 - Juan Velasco Alvarado, generale e politico peruviano (n. 1910)
- 1978 - Philip Khuri Hitti, orientalista libanese (n. 1886)
- 1978 - Stan Seymour, calciatore, allenatore di calcio e dirigente sportivo inglese (n. 1895)
- 1979 - Renato Chiantoni, attore italiano (n. 1906)
- 1979 - Rudi Dutschke, sociologo e attivista tedesco (n. 1940)
- 1979 - William Holder Zachariasen, fisico norvegese (n. 1906)
- 1980 - Aldo Bandini, calciatore italiano (n. 1904)
- 1980 - Karl Dönitz, ammiraglio e politico tedesco (n. 1891)
- 1980 - Heikki Liimatainen, mezzofondista finlandese (n. 1894)
- 1981 - Giuseppe Biancani, politico italiano (n. 1920)
- 1981 - Libero Checco, calciatore italiano (n. 1910)
- 1981 - Tullio De Prato, aviatore e militare italiano (n. 1908)
- 1981 - Alma Hinding, attrice danese (n. 1885)
- 1981 - Carlo Servetto, calciatore italiano (n. 1888)
- 1982 - Louis Aragon, poeta e scrittore francese (n. 1897)
- 1982 - Maurice Biraud, attore e conduttore radiofonico francese (n. 1922)
- 1982 - Sigismondo Chigi Albani della Rovere, IX principe di Farnese, principe italiano (n. 1894)
- 1982 - Silvio Milazzo, politico italiano (n. 1903)
- 1982 - Atanasij Velykyj, storico e presbitero ucraino (n. 1918)
- 1983 - Ardelio Allori, dirigente sportivo e imprenditore italiano (n. 1908)
- 1983 - Paul Gégauff, sceneggiatore, scrittore e attore francese (n. 1922)
- 1984 - Tevis Clyde Smith, storico e scrittore statunitense (n. 1908)
- 1984 - Edoardo Detti, architetto e urbanista italiano (n. 1913)
- 1984 - Guido Frette, architetto italiano (n. 1901)
- 1984 - Ian Hendry, attore britannico (n. 1931)
- 1984 - Peter Lawford, attore e socialite britannico (n. 1923)
- 1985 - Ferhat Abbas, politico algerino (n. 1899)
- 1985 - Bira, pilota automobilistico, velista e scultore thailandese (n. 1914)
- 1985 - Biagio Marin, poeta e scrittore italiano (n. 1891)
- 1985 - Marcel Nowak, calciatore francese (n. 1934)
- 1985 - Alfred Pauletto, pittore, disegnatore e illustratore svizzero (n. 1927)
- 1985 - Erich Schaedler, calciatore scozzese (n. 1949)
- 1985 - Tarzan Tyler, wrestler canadese (n. 1927)
- 1985 - Demetrio Vallejo, attivista e politico messicano (n. 1906)
- 1986 - Gardner Fox, fumettista e scrittore statunitense (n. 1911)
- 1986 - Gerda Munck, schermitrice danese (n. 1901)
- 1986 - Agostino Rigi Luperti, agronomo italiano (n. 1906)
- 1986 - Aleksandrs Vanags, calciatore, cestista e allenatore di pallacanestro lettone (n. 1919)
- 1986 - Albert Widmann, militare tedesco (n. 1912)
- 1986 - Richard van der Riet Woolley, astronomo britannico (n. 1906)
- 1987 - Asfò Bussotti, maratoneta italiano (n. 1925)
- 1987 - Sara Scuderi, soprano italiano (n. 1906)
- 1987 - Joop den Uyl, politico olandese (n. 1919)
- 1988 - Whitney Bourne, attrice statunitense (n. 1914)
- 1988 - Mary Alice Gascoyne-Cecil, nobile inglese (n. 1895)
- 1988 - Ami Shelef, cestista israeliano (n. 1936)
- 1988 - Yamada Mumon, monaco buddista giapponese (n. 1900)
- 1988 - Noel Willman, attore e regista teatrale britannico (n. 1918)
- 1989 - Daniele Moruzzi, calciatore italiano (n. 1900)
- 1990 - Rodolfo Orlandini, calciatore argentino (n. 1905)
- 1990 - José Ortega, pittore e scultore spagnolo (n. 1921)
- 1990 - Giorgio Valussi, geografo italiano (n. 1930)
- 1991 - Dīmītrios Adamou, politico, giornalista e scrittore greco (n. 1914)
- 1991 - Gino Colaussi, calciatore e allenatore di calcio italiano (n. 1914)
- 1991 - Alfons Goppel, politico tedesco (n. 1905)
- 1991 - Walter Hudson, showman e editore statunitense (n. 1944)
- 1991 - Chaudhry Ghulam Rasool, hockeista su prato pakistano (n. 1931)
- 1992 - Isaac Auerbach, ingegnere e informatico statunitense (n. 1921)
- 1992 - Peyo, fumettista belga (n. 1928)
- 1992 - Arthur Herman Holmgren, botanico e esploratore statunitense (n. 1912)
- 1992 - Jack Nichols, cestista statunitense (n. 1926)
- 1993 - Pierre Victor Auger, fisico francese (n. 1899)
- 1993 - Ivano Fontana, pugile italiano (n. 1926)
- 1993 - Norman Vincent Peale, pastore protestante e scrittore statunitense (n. 1898)
- 1993 - Sveinbjörn Beinteinsson, religioso e scrittore islandese (n. 1924)
- 1993 - Yen Chia-kan, politico taiwanese (n. 1905)
- 1993 - Chucho Navarro, cantante e compositore messicano (n. 1913)
- 1994 - John Boswell, storico statunitense (n. 1947)
- 1994 - Rossano Brazzi, attore e regista italiano (n. 1916)
- 1994 - Francesco Capacchione, politico italiano (n. 1903)
- 1994 - Laurdes Cavallari, giocatore di biliardo italiano (n. 1916)
- 1994 - Julie Haydon, attrice statunitense (n. 1910)
- 1994 - Valerij Krivov, pallavolista e allenatore di pallavolo sovietico (n. 1951)
- 1994 - Antun Lokošek, calciatore e allenatore di calcio croato (n. 1920)
- 1994 - István Mike Mayer, calciatore e allenatore di calcio ungherese (n. 1924)
- 1994 - Elisabeth Neumann-Viertel, attrice austriaca (n. 1900)
- 1994 - John Osborne, drammaturgo britannico (n. 1929)
- 1994 - Alfonso Santagiuliana, calciatore italiano (n. 1921)
- 1994 - Aleksandr Uvarov, hockeista su ghiaccio sovietico (n. 1922)
- 1996 - Takeo Doi, ingegnere aeronautico giapponese (n. 1904)
- 1996 - Nguyễn Hữu Thọ, politico e rivoluzionario vietnamita (n. 1910)
- 1996 - Milan Vasojević, allenatore di pallacanestro jugoslavo (n. 1932)
- 1997 - Jacques Fabbri, attore e regista francese (n. 1925)
- 1997 - Victor Feller, calciatore lussemburghese (n. 1923)
- 1997 - Mario Ferrari Aggradi, politico italiano (n. 1916)
- 1997 - Toshirō Mifune, attore, produttore cinematografico e regista giapponese (n. 1920)
- 1998 - Viola Farber, ballerina e coreografa statunitense (n. 1931)
- 1998 - Matt Gillies, allenatore di calcio e calciatore scozzese (n. 1921)
- 1998 - Daan Kagchelland, velista olandese (n. 1914)
- 1998 - Irving Segal, matematico statunitense (n. 1918)
- 1999 - Bill Bowerman, allenatore di atletica leggera e imprenditore statunitense (n. 1911)
- 1999 - Reggie Carter, cestista statunitense (n. 1957)
- 1999 - Maurice Couve de Murville, funzionario, diplomatico e politico francese (n. 1907)
- 1999 - Tito Guízar, attore, cantante e tenore messicano (n. 1908)
- 1999 - Irenio Jara, calciatore cileno (n. 1929)
- 1999 - Matéo Maximoff, scrittore francese (n. 1917)
- 1999 - Alf Noble, calciatore inglese (n. 1924)
- 1999 - João Figueiredo, generale e politico brasiliano (n. 1918)
- 1999 - Antonio Raquiza, politico filippino (n. 1908)
- 1999 - Grete Stern, fotografa tedesca (n. 1904)
- 1999 - Kenji Sugawara, attore cinematografico e attore televisivo giapponese (n. 1926)
- 2000 - John Newton Cooper, ingegnere, pilota automobilistico e imprenditore britannico (n. 1923)
- 2000 - Filiberto Guala, dirigente d'azienda e presbitero italiano (n. 1907)
- 2000 - Nick Massi, bassista statunitense (n. 1927)
- 2000 - Laurence Chisholm Young, matematico statunitense (n. 1905)

## XXI secolo(136)
- 2001 - René Alpsteg, calciatore francese (n. 1920)
- 2001 - Horst Fantazzini, criminale e scrittore italiano (n. 1939)
- 2001 - Robert Leckie, militare, giornalista e scrittore statunitense (n. 1920)
- 2001 - Harvey Martin, giocatore di football americano statunitense (n. 1950)
- 2001 - Hank Soar, giocatore di football americano, allenatore di pallacanestro e arbitro di baseball statunitense (n. 1914)
- 2002 - Kjell Aukrust, poeta e scrittore norvegese (n. 1920)
- 2002 - Miguel Busquets, calciatore cileno (n. 1920)
- 2002 - Luciano Chailly, compositore italiano (n. 1920)
- 2002 - Tita Merello, attrice cinematografica, cantante e ballerina argentina (n. 1904)
- 2002 - José Luis Molinuevo, calciatore e allenatore di calcio spagnolo (n. 1917)
- 2002 - Richie Regan, cestista e allenatore di pallacanestro statunitense (n. 1930)
- 2002 - Jake Thackray, cantautore e poeta britannico (n. 1938)
- 2003 - Manfred Ebert, calciatore tedesco (n. 1935)
- 2003 - Juan García García, cestista cubano (n. 1926)
- 2004 - Johnny Oates, giocatore di baseball e allenatore di baseball statunitense (n. 1946)
- 2004 - Elwira Seroczyńska, pattinatrice di velocità su ghiaccio polacca (n. 1931)
- 2004 - Lauri Silvennoinen, fondista finlandese (n. 1916)
- 2005 - Mario Brizuela, cestista messicano (n. 1926)
- 2005 - Elena Fischli Dreher, partigiana italiana (n. 1913)
- 2006 - Jorge Bogado, cestista e allenatore di pallacanestro paraguaiano (n. 1930)
- 2006 - Gino D'Antonio, fumettista italiano (n. 1927)
- 2006 - Clemente Mazzotta, filologo italiano (n. 1942)
- 2006 - Mirko Sandić, pallanuotista e allenatore di pallanuoto jugoslavo (n. 1942)
- 2007 - Giorgio Cusatelli, germanista, traduttore e curatore editoriale italiano (n. 1930)
- 2007 - Vincent Ferrini, scrittore e poeta statunitense (n. 1913)
- 2007 - Andreas Matzbacher, ciclista su strada austriaco (n. 1982)
- 2008 - Ian Ballinger, tiratrice a volo neozelandese (n. 1925)
- 2008 - Samuel P. Huntington, politologo statunitense (n. 1927)
- 2008 - Enza Passatore, cantante italiana (n. 1920)
- 2008 - Harold Pinter, drammaturgo, regista teatrale e attore teatrale britannico (n. 1930)
- 2009 - Marcus Bakker, politico olandese (n. 1923)
- 2009 - Hugo Berly, calciatore cileno (n. 1941)
- 2009 - Giulio Bosetti, attore, regista teatrale e doppiatore italiano (n. 1930)
- 2009 - Rafael Caldera, politico venezuelano (n. 1916)
- 2009 - Henry van Lieshout, missionario e vescovo cattolico olandese (n. 1932)
- 2010 - Giancarlo Forlani, calciatore italiano (n. 1925)
- 2010 - Bruno Meneghello, giurista, matematico e partigiano italiano (n. 1925)
- 2010 - Frans de Munck, calciatore e allenatore di calcio olandese (n. 1922)
- 2010 - Roy Neuberger, imprenditore e mecenate statunitense (n. 1903)
- 2010 - Eino Tamberg, compositore estone (n. 1930)
- 2010 - Ferdinando Truzzi, sindacalista e politico italiano (n. 1909)
- 2011 - Sergio Buso, calciatore e allenatore di calcio italiano (n. 1950)
- 2011 - Vitalij Valer'evič Ceškovskij, scacchista russo (n. 1944)
- 2011 - Johannes Heesters, attore e cantante olandese (n. 1903)
- 2012 - Richard Rodney Bennett, compositore, pianista e docente inglese (n. 1936)
- 2012 - Ray Collins, musicista statunitense (n. 1936)
- 2012 - Mario De Paolis, generale italiano (n. 1924)
- 2012 - Charles Durning, attore statunitense (n. 1923)
- 2012 - Earl Evans, cestista statunitense (n. 1955)
- 2012 - Jack Klugman, attore, regista e scrittore statunitense (n. 1922)
- 2012 - Xavier Mabille, politologo e storico belga (n. 1933)
- 2013 - Frédéric Back, disegnatore, illustratore e animatore francese (n. 1924)
- 2013 - Amedeo Banci, hockeista su prato e calciatore italiano (n. 1925)
- 2013 - Soane Lilo Foliaki, vescovo cattolico tongano (n. 1933)
- 2013 - Helga Maria Novak, poetessa islandese (n. 1935)
- 2013 - Jörg Reichel, hockeista su ghiaccio e pallanuotista austriaco (n. 1922)
- 2013 - Jean Rustin, pittore francese (n. 1928)
- 2014 - Giovanni Bersani, politico italiano (n. 1914)
- 2014 - Buddy DeFranco, clarinettista, compositore e direttore d'orchestra statunitense (n. 1923)
- 2014 - Jacques Garelli, poeta e filosofo francese (n. 1931)
- 2014 - Lee Israel, scrittrice e falsaria statunitense (n. 1939)
- 2014 - Krzysztof Krauze, regista polacco (n. 1953)
- 2014 - Colin Latimour, calciatore neozelandese (n. 1946)
- 2014 - Julio Monteiro Martins, scrittore brasiliano (n. 1955)
- 2014 - Zoja Stasjuk, cestista sovietica (n. 1925)
- 2015 - László Bánhegyi, cestista ungherese (n. 1931)
- 2015 - Omero Gargano, attore italiano (n. 1915)
- 2015 - William Guest, cantante, cantautore e produttore discografico statunitense (n. 1941)
- 2015 - Ron Jacobs, allenatore di pallacanestro statunitense (n. 1942)
- 2015 - Carmine Longo, dirigente sportivo italiano (n. 1944)
- 2015 - Danos Lygizos, attore greco (n. 1938)
- 2015 - Carl-Erik Ohlson, velista svedese (n. 1920)
- 2015 - Carlo Vittori, velocista e allenatore di atletica leggera italiano (n. 1931)
- 2016 - Richard Adams, scrittore e glottoteta britannico (n. 1920)
- 2016 - Pape Badiane, cestista francese (n. 1980)
- 2016 - Joseph Fitzmyer, gesuita e biblista statunitense (n. 1920)
- 2016 - Enzo Marcacci, paroliere italiano (n. 1919)
- 2016 - Rick Parfitt, cantante e chitarrista inglese (n. 1948)
- 2016 - Lucinio Sconfietti, pugile e allenatore di pugilato italiano (n. 1926)
- 2016 - Liz Smith, attrice britannica (n. 1921)
- 2016 - José Vázquez, calciatore argentino (n. 1940)
- 2017 - Giorgio d'Arpino, dirigente sportivo italiano (n. 1945)
- 2017 - Mária Littomeritzky, nuotatrice ungherese (n. 1927)
- 2017 - Heather Menzies, attrice canadese (n. 1949)
- 2017 - Luan Peters, attrice e cantante britannica (n. 1946)
- 2017 - Maurizio Sabatini, politico italiano (n. 1947)
- 2018 - Jozef Adamec, allenatore di calcio e calciatore cecoslovacco (n. 1942)
- 2018 - Martha Érika Alonso Hidalgo, politica messicana (n. 1973)
- 2018 - Osvaldo Bayer, scrittore, storico e giornalista argentino (n. 1927)
- 2018 - Laura De Vescovi, fumettista italiana (n. 1928)
- 2018 - Mahmoud Hashemi Shahroudi, politico iraniano (n. 1948)
- 2018 - Rosario Mazzola, vescovo cattolico italiano (n. 1924)
- 2018 - Stanko Poklepović, allenatore di calcio e calciatore croato (n. 1938)
- 2019 - Farideh Firoozbakht, matematica iraniana (n. 1962)
- 2019 - Walter Horak, calciatore austriaco (n. 1931)
- 2019 - Sergeý Karïmov, calciatore kazako (n. 1986)
- 2019 - Tony Vlastelica, cestista statunitense (n. 1929)
- 2019 - Allee Willis, cantautrice e compositrice statunitense (n. 1947)
- 2020 - Mitsumasa Anno, illustratore e scrittore giapponese (n. 1926)
- 2020 - John Joseph Cremona, giurista e poeta maltese (n. 1918)
- 2020 - Ivry Gitlis, violinista, attore e filosofo israeliano (n. 1922)
- 2020 - Daniel Hodge, wrestler e lottatore statunitense (n. 1932)
- 2020 - Aleksandar Ivoš, calciatore jugoslavo (n. 1931)
- 2020 - Milorad Janković, calciatore jugoslavo (n. 1940)
- 2020 - Sergio Martelli, politico, editore e giornalista italiano (n. 1933)
- 2020 - Adramé Ndiaye, cestista senegalese (n. 1964)
- 2020 - Giovanni Romano, storico dell'arte italiano (n. 1939)
- 2020 - Geoff Stephens, paroliere e compositore britannico (n. 1934)
- 2020 - Anna Vanzan, iranista, islamista e traduttrice italiana (n. 1955)
- 2020 - Ezio Zefferi, giornalista e regista teatrale italiano (n. 1926)
- 2021 - Richard A. Colla, regista statunitense (n. 1936)
- 2021 - Harvey Evans, attore e ballerino statunitense (n. 1941)
- 2021 - Gwendolyn Killebrew, contralto statunitense (n. 1939)
- 2021 - Raúl Madero, calciatore argentino (n. 1939)
- 2021 - Marco Mathieu, bassista, giornalista e critico musicale italiano (n. 1964)
- 2021 - Luigi Tallarico, critico d'arte e giornalista italiano (n. 1926)
- 2021 - José Villegas, calciatore e allenatore di calcio messicano (n. 1934)
- 2022 - Vittorio Adorni, ciclista su strada, dirigente sportivo e conduttore televisivo italiano (n. 1937)
- 2022 - Pavel Antov, imprenditore e politico russo (n. 1957)
- 2022 - Stephan Bonnar, artista marziale misto, lottatore e pugile statunitense (n. 1977)
- 2022 - Kenton Edelin, cestista statunitense (n. 1962)
- 2022 - Cotton Davidson, giocatore di football americano statunitense (n. 1931)
- 2022 - Franco Frattini, politico e magistrato italiano (n. 1957)
- 2022 - Elena Gianini Belotti, pedagogista e scrittrice italiana (n. 1929)
- 2022 - Gerd Lochmann, pesista tedesco (n. 1948)
- 2022 - Andrzej Pstrokoński, cestista e allenatore di pallacanestro polacco (n. 1936)
- 2022 - Tunisha Sharma, attrice indiana (n. 2002)
- 2022 - Francesco Silvestri, drammaturgo, attore teatrale e regista teatrale italiano (n. 1958)
- 2022 - Kathy Whitworth, golfista statunitense (n. 1939)
- 2023 - Vasilīs Karras, cantante greco (n. 1953)
- 2023 - David Leland, regista, sceneggiatore e attore britannico (n. 1941)
- 2023 - Marina Martelli Cristofani, archeologa italiana (n. 1943)
- 2023 - Kamar de los Reyes, attore portoricano (n. 1967)
- 2024 - Claudia Baccarini, supercentenaria italiana (n. 1910)
- 2024 - Alceu Collares, politico e avvocato brasiliano (n. 1927)
- 2024 - Pascal Hervé, ciclista su strada francese (n. 1964)

## Senza anno specificato(1)
- Delfino di Bordeaux, vescovo e santo romano